# Hejnice (Staré Hobzí)
Statek Hejnice (německy Hönitzhof) se nachází v katastru Starého Hobzí. Jedná se o objekt (brownfield) bývalého statku, který je situován ve volné krajině a sestává ze tří rozpadlých křídel s vnitřním dvorem. Dvě křídla tvoří pouze obvodové zdi. Třetí křídlo má propadlé stropy, které podpírají klenuté oblouky. Střecha třetího křídla je v havarijním stavu a zatéká do ní. Nedaleko statku jsou vybudované povrchové silážní nádrže a objekt s několika byty. Celková plocha brownfieldu čítá 16 700 m², z toho 1 700 m² zastavěné plochy. Objekt je elektrifikován, má napojení na pitnou vodu a kanalizaci. Podle národní databáze brownfieldů se zde počítá s ekologickou zátěží. Majitelem objektu je společnost ZEMSPOL DEŠNÁ

## Historie
Poplužní hospodářský dvůr Hejnice (německy Hönitzhof) vznikl z bývalé vsi Hodice (také Hodětice, německy Hoditz), písemně zmiňované před rokem 1447. V roce 1688 jej vlastnili rovným dílem Jindřich Burkhard a Anton Josef von Schneidau. Urbář panství zde uváděl zprvu ovčín pro mateční ovce (až 800 kusů). V 17. století je doloženo i pěstování chmele. Od roku 1841 byl v majetku markraběcí rodiny Pallavicini. V roce 1924 byl Alexandru Pallavicini při pozemkové reformě vyvlastněn.
Po roce 1945 patřil pod Československý státní statek Dačice a od 1. ledna 1978 byl statek Hejnice přidělen pod Jednotné zemědělské družstvo (JZD) Dyje ve Starém Hobzí. Po sametové revoluci spadalo JZD – statek Hejnice do konce roku 1991 pod zákon 162/1990 Sb. o zemědělském družstevnictví a od 1. 1. 1992 se řídilo paragrafy v novém obchodním zákoníku 513/1991 Sb. a transformačním zákonem 42/1992 Sb., který nabyl účinnosti 28. ledna 1992. Nástupnickou organizací se stala firma ZEMSPOL DEŠNÁ (sídlo v obci Dešná), která je součástí firmy Rhea Holding.